# Radon (Orne)
Radon ist eine Commune déléguée in der französischen Gemeinde Écouves mit 1036 Einwohnern (Stand: 1. Januar 2019) im Département Orne in der Region Normandie. Die Einwohner werden Radonnais und Radonnaises genannt.
Die Gemeinde Radon wurde am 1. Januar 2016 mit Forges und Vingt-Hanaps zur Commune nouvelle Écouves zusammengeschlossen. Sie hat seither den Status einer Commune déléguée.

## Geografie
Radon liegt etwa acht Kilometer nördlich von Alençon.

## Bevölkerungsentwicklung
| Jahr                      | 1962 | 1968 | 1975 | 1982 | 1990 | 1999 | 2006  | 2013  |
| Einwohner                 | 440  | 436  | 560  | 861  | 880  | 992  | 1.013 | 1.079 |
| Quelle: Cassini und INSEE |      |      |      |      |      |      |       |       |

## Sehenswürdigkeiten
- Kirche Saint-Martin aus dem 17. Jahrhundert
- Schloss Avoise aus dem 19. Jahrhundert